# 21 Gramm (Lied)
21 Gramm ist ein Lied des deutschen Indiepop-Duos Klan, in Zusammenarbeit mit der deutschen Singer-Songwriterin Madeline Juno, aus dem Jahr 2024. Das Stück ist die fünfte Singleauskopplung aus ihrem vierten Studioalbum Das Ende der Welt.

## Entstehung und Artwork
21 Gramm wurde von den beiden Klan-Mitgliedern Michael und Stefan Heinrich geschrieben. Stefan Heinrich zeichnete darüber hinaus auch für die Produktion verantwortlich.
Auf dem schwarz-weißen Frontcover der Single sind die beiden Klan-Mitglieder und Madeline Juno zu sehen. Das Porträt zeigt die drei nebeneinander stehend, wobei Michael Heinrich in der Mitte steht, links neben ihm sein Bruder Stefan sowie rechts von ihm Juno. Michael und Juno haben jeweils zwei Rosen in ihren Händen und den Blick zur Kamera gerichtet, während Stefan ebenfalls zwei Rosen in seinen Händen hält aber seinen Blick auf ebendiese gerichtet hat. Die Fotografie entstand bei den Dreharbeiten zum dazugehörigen Musikvideo und wurde von Viktor Schanz geschossen.

## Veröffentlichung und Promotion
Die Erstveröffentlichung von 21 Gramm erfolgte als Single am 1. März 2024. Diese erschien als digitaler Einzeltrack zum Download und Streaming durch das Musiklabel Knal Records, der Vertrieb erfolgte durch Membran. Verlegt wurde das Lied durch Budde Music und Neubau Music Publishing. Am Tag der Singleveröffentlichung erschien das Lied auch als Teil von Klans viertem Studioalbum Das Ende der Welt, dessen fünfte Singleauskopplung es ist.

## Inhalt
| „Wenn ich geh dann bleibt ein Teil meiner Seele bei dir. So lang, so lang wie die Zeit. Wenn ich geh dann bleibt ein Teil meinеr Seele bei dir. Ein Gramm, ein Gramm, viеlleicht auch zwei.“ – Refrain, Originalauszug | Der Liedtext zu 21 Gramm ist in deutscher Sprache verfasst. Geschrieben und komponiert wurde das Stück gemeinsam von den beiden Klan-Mitgliedern Michael- und Stefan Heinrich. Musikalisch bewegt sich das Lied im Bereich der Popmusik. Das Tempo beträgt 122 Schläge pro Minute. Die Tonart ist G-Dur. Inhaltlich greift das Lied die 21-Gramm-Theorie auf, eine wissenschaftliche Studie, die 1907 vom US-amerikanischen Arzt Duncan MacDougall veröffentlicht wurde und besagt, das die Gewichtsdifferenz zwischen lebendigen und toten Patienten nach seinen Angaben durchschnittlich 21 Gramm betrug. Aufgebaut ist das Lied aus zwei Strophen, einem Refrain, einer Bridge und einem Outro. Es beginnt mit der ersten Strophe, die als Siebenzeiler verfasst wurde und von Michael Heinrich gesungen wird. An diese schließt sich erstmals der Refrain an, der sich aus vier Zeilen zusammensetzt und gemeinsam von den beiden Klan-Mitgliedern interpretiert wird. Der gleich Aufbau wiederholt sich mit der zweiten Strophe, die allerdings nur vier Strophen beinhaltet und überwiegend alleine von Juno gesungen wird. Der zweite Refrain wird gemeinsam von allen dreien gesungen. Auf die zweite Strophe folgt als musikalisches Zwischenspiel die vierzeilige Bridge, gesungen von Michael Heinrich und Juno, an die sich zunächst ein Prechorus anschließt, ehe erneut der Refrain einsetzt. Der Prechorus wird von allen dreien gesungen und setzt sich aus einer sich wiederholenden Zeile des Refrains zusammen. Nach dem dritten Refrain endet das Lied mit dem Outro, das wie der Prechorus auf Teile des Refrains zurückgreift, allerdings besteht diese aus drei Zeilen. |

## Musikvideo
Das schwarz-weiße Musikvideo zu 21 Gramm feierte seine Premiere am 1. März 2024 auf der Videoplattform YouTube. Es zeigt die Bestattung von Michael Heinrich und Madeline Juno. Während der ersten Hälfte sieht man im Wechsel Szenen der beiden, die in einer Kirche, jeweils alleine, in einem Sarg aufgebahrt sind. Während der aufgebahrte Sarg mit Juno zu sehen ist, sieht man Michael Heinrich daneben das Lied singen und umgekehrt. Es folgt ein Trauerzug sowie die eigentliche Bestattung. Wie in der Kirche, sind unter den Trauernden auch wieder Michael Heinrich und Madeline Juno unter diesen, bei der Beerdigung des jeweils anderen zu sehen. Als Trauredner fungiert Stefan Heinrich. Das Video endet mit einer Nahaufnahme von Juno im Sarg und der Einblendung: „Klan 2017–2024“. Die Gesamtlänge des Videos beträgt 2:41 Minuten. Regie führte der in Berlin und Schleswig-Holstein wirkende Viktor Schanz.

## Mitwirkende
| Liedproduktion - Michael Heinrich: Gesang, Komposition, Liedtext - Stefan Heinrich: Gesang, Komposition, Liedtext - Madeline Juno: Gesang Unternehmen - Budde Music: Musikverlag - Knal Records: Musiklabel - Membran: Vertrieb - Neubau Music Publishing: Musikverlag | Visualisierung (Cover) - Viktor Schanz: Fotografie Musikvideo - Finn Fredeweß: Kammera-Assistenz - Philippe Rebosz: Beleuchtung - Viktor Schanz: Farbkorrektur, Fotografie (Cover), Kamera, Regie, Schnitt |